# Передавач Соттанса
Передавач Соттанса — це колишній радіопередавач, розташований у селі Соттанс, що в комуні Жора-Мантю кантону Во, Швейцарія. Він працював з 1931 по 2010 рік.

## Історія

Аерофотознімок 1952 року, на якому на передньому плані видно 190-метровий пілон, на задньому плані – дві 125-метрові антени, а між ними – будівлі передавачів.

### Будівництво та відкриття першої антени
Національний передавач у Соттансі був побудований для заміни двох національних передавачів – Женевського та Повітряного поля в Лозанні, відкритого восени 1922 року.
1928 року, у зв'язку з розвитком радіо, муніципалітет Лозанни розглядав можливість встановлення нового потужного передавача, і Соттанс був одним з потенційних місць для цього. Його обрали через центральне та відкрите розташування, що забезпечувало ефективне мовлення у франкомовній Швейцарії, а також через легкий доступ до електроенергії та розвинену дорожню й залізничну інфраструктуру.
Будівництво розпочалося 1930 року. Центральне та безперешкодне розташування села дозволило ефективно мовити у франкомовній Швейцарії. Крім того, легкий доступ до електроенергії та наявність дороги між Мудоном та Ешалланом і залізниць у Мудоні ще більше сприяли вибору місця розташування. PTT обрала стандартну телефонну та радіосистему потужністю 25 кВт від Bell Telephone з однією чвертьхвильовою антеною. Передавач середніх хвиль було введено в експлуатацію 25 березня 1931 року та урочисто відкрито 23 квітня 1931 року. Він замінив два старі передавачі в Женеві та Лозанні. Передавач Marconi мав потужність 25 кВт і працював на частоті 677 кГц. Технічну відповідальність поклали на Ролана П'єса. З його відкриттям було засновано Швейцарську телерадіомовну корпорацію.
Згідно з угодою між Société romande de radiophonie (S.R.R.) та Radio-Genève, вони спільно використовуватимуть новий передавач. Частина програм буде транслюватися з Лозанни, інша — з Женеви, залежно від теми, що висвітлюється.
Під час інавгурації газета TSF «Le Radio» присвятила передавачу великий розділ. Він включав його історію, технічні дані, людей, які керували проєктом, транскрипцію промов та портрет села Соттанс.

### Модернізації
Потужність передавача швидко виявилася недостатньою.  1934 року її збільшили до 100 кВт, а 1936 року розширили приміщення. Через технічні проблеми, спричинені морозами, штормами та ураганами, 1946 року була побудована нова 125-метрова антена за 200 метрів від першої. Ця друга антена могла працювати паралельно з першою, забезпечуючи максимальну потужність 200 кВт у діапазоні частот від 500 до 1500 кГц, а також служила резервною.

Подвійна 125-метрова антена з будівлею передавача в центрі.

1947 року була побудована нова вежа із захистом від згасання сигналу. Її висота становила 190 метрів, а вага — 110 тонн.  Вона була введена в експлуатацію 1951 року в рамках модернізації передавача та встановлення системи CM-10.

Станція керування передавачем

### Роль передавача у Другій світовій війні
Під час Другої світової війни передавач Соттанса транслював інформацію по всій Європі без цензури та політичного впливу, зокрема передачі «Рандеву дю Вендреди», організовані Рене Пайо. Також він ретранслював радіопередачі, що велися на фронті, та програми «Радіо Лозанни» і «Радіо Женеви», призначені для підтримки морального духу військ. Через свою стратегічну важливість передавач охороняла швейцарська армія. Попри це, він був саботований під час виступу федерального радника Марселя Піле-Голаза.

### Друга половина ХХ-го століття
1970 року був побудований короткохвильовий передавач, що містив прототип обертової антени. Ця нова антена, що замінила короткохвильовий передавач Шварценбурга, дозволила Швейцарському міжнародному радіо збільшити потужність у десять разів, що забезпечило дальність мовлення 300 км вдень та 1500 км вночі. 190-метрову антену на пагорбі La Cretaz замінили в тому ж році на нову 188-метрову.
1994 року передавач середньохвильового діапазону припинив трансляцію RSR La Première і почав передавати нову музичну програму Option Musique, яка транслювалася 24 години на добу до 6 грудня 2010 року. Короткохвильовий передавач SRI був вимкнений  2004 року та згодом знесений.

### Закінчення діяльності та демонтаж

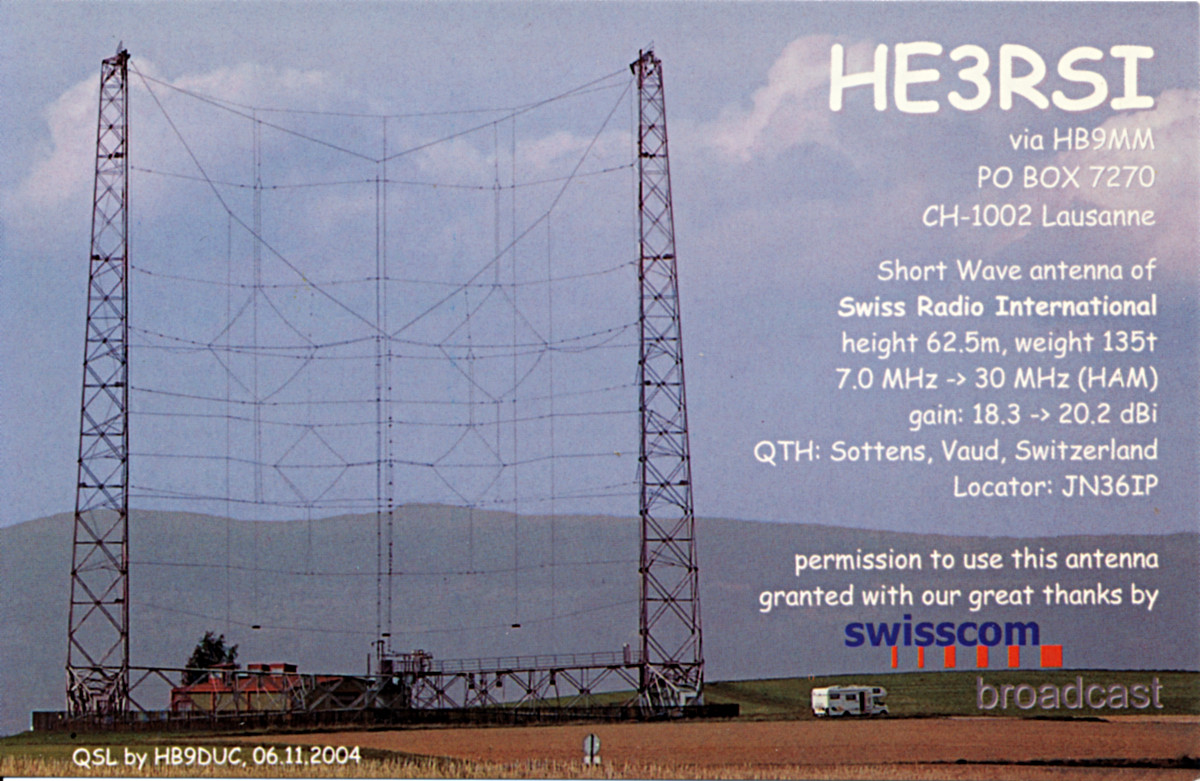
Короткохвильова антена SRI

Середньохвильова трансляція остаточно припинилася 6 грудня 2010 року, що ознаменувало кінець радіомовлення на середніх хвилях у Швейцарії. Передавач був виведений з експлуатації 31 грудня 2010 року.
У лютому 2011 року радіоаматорам Во (HB9MM) дозволили використовувати антени передавача для аматорських радіозв’язків протягом одного місяця.
2012 році Swisscom подала заявку на знесення головної антени, що датувалася 1989 роком. Антена на схід від будівлі, що датується 1931 роком, буде збережена; вона внесена до списку швейцарських культурних надбань національного значення
6 травня 2014 року муніципалітет Жора-Мантю придбав ділянку, на якій розташовувався передавач, і 50 000 м² з 64 815 м² були перекласифіковані в сільськогосподарську зону. 20 серпня 2014 року більшу з двох веж підірвали динамітом.
З 2015 року компанія Gecko Sensations відкрила на 125-метровій антені, що залишилася, альпіністський комплекс. 

## Передавач середніх хвиль
- Довжина хвилі запуску: 443,1 m  (677 kHz)

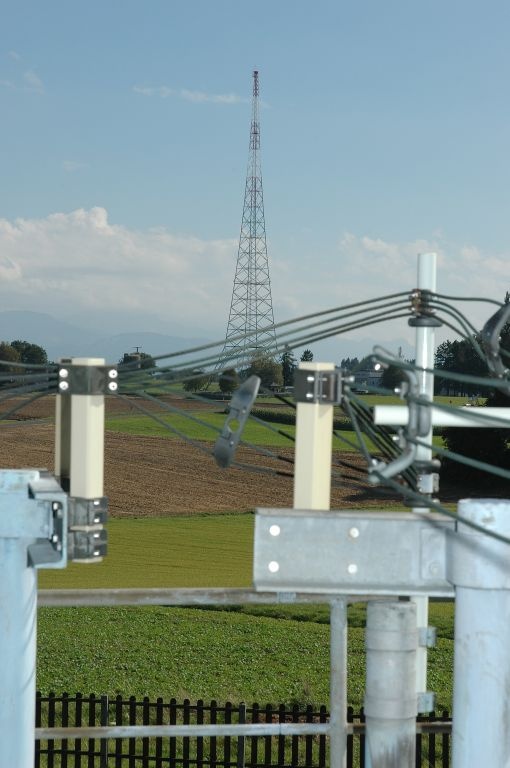
Остання антена довжиною 125 м

- Довжина хвилі у 2010 році: 392,1 m  (765 kHz)

## Антенні пілони передавача Соттанса
Передавач Соттанса мав два антенні пілони, які виконували різні функції:
Пілон La Crêtaz:
Висота: 188 метрів
Вага: 180 тонн
Побудований: 1989 рік
Зруйнований: 2014 рік
Цей пілон був електрично ізольований від землі та використовував так звану агентську антену (antenne agienne). Ймовірно, мається на увазі тип антени, який забезпечує спрямоване випромінювання сигналу.
Другий пілон:
Висота: 125 метрів
Побудований: 1931 рік
Він також був ізольований від землі й використовувався як резервна антена.

## Вплив на місцеве населення
Передавач забезпечував робочі місця для мешканців Соттанса.

### Явища, пов'язані з антеною
Його близькість викликала незвичайні явища:
Радіо можна було почути в телефонах, дитячих моніторах і навіть в електричних плитах. Мідні водостічні жолоби ставали приймачами.
Електричні дроти в парканах нагрівалися та обпікали руки фермерів. Автомобілі з електронним запалюванням ламалися на перехрестях біля передавача.
Неонові лампи, піднесені до антен, спалахували без джерела живлення.
Під впливом вітру, який змушував вібрувати короткохвильову антену, утворювалися «співаючі смички» — електричні дуги завдовжки кілька метрів, які іноді передавали радіо на відстань до кілометра.

## Дивися також
- Швейцарське романдійське радіо
- Вежа Блозенберг, передавач німецькомовної Швейцарії, більш відома під назвою сусіднього муніципалітету Беромюнстер
- Передавач Монте-Ченері, передавач для італійськомовної Швейцарії